# مدیسون (فیلم)
مدیسون (انگلیسی: Madison) فیلمی است که در سال ۲۰۰۵ منتشر شد. از بازیگران آن می‌توان به جیمز کاویزل، جیک لوید، ماری مک‌کورمک، بروس درن و برنت برسکو اشاره کرد.